# Encyclia kundergraberii
Encyclia kundergraberii é uma espécie epífita que vegeta no norte da Bahia em matas ralas, principalmente na Serra do Tombador, próximo ao Morro do Chapéu. Pseudobulbos periformes de cor marrom com 4 cm de altura, recoberto por brácteas geralmente secas e portando no ápice duas ou três folhas estreitas, lanceoladas e coriáceas de 30 cm de comprimento. Inflorescências eretas com até 50 cm de altura, pouco ramificada e portando flores bem espaçadas uma das outras. Flor de 1,5 cm de diâmetro com pétalas e sépalas de cor marrom amarelado. Labelo de cor branca estriada de púrpura.
Floresce no verão.